# Hans Ruesch
Hans Ruesch (Nàpols, 17 de maig de 1913 - Massagno, 27 d'agost de 2007) fou un escriptor (novel·lista, assagista), reconegut activista contra l'experimentació animal i destacat pilot de curses de Fórmula 1. Fill de pares suïssos, el pare de parla alemanya, la mare de parla italiana i havent viscut a diversos llocs, inclús la Suïssa francòfona, Ruesch esdevingué poliglota. Com a novel·lista i assagista, escriví en anglès, alemany i italià. Sovint traduïa les seves novel·les a l'italià ell mateix, com també a l'anglès.

## Obra publicada

### Novel·la, narrativa
Algunes de les seves obres publicades són: 
- Gladiatoren. Hallwag, Berna (1937) - en alemany.
  - The Racer (1953) - traducció a l'anglès feta pel mateix autor de la seva primera novel·la Gladiatoren
- Top of the World (1950)
- South of the Heart: A Novel of Modern Arabia / The Great Thirst / The Arab (1957)
- The Game (1961)
- The Stealers (1962)
- Back to the Top of the World (1974)

### Assaig[2]
Entre altres llibres:
- Imperatrice nuda. Rizzoli, Milà (1976)
  - Naked Empress, or the Great Medical Fraud (1982) - versió ampliada de Imperatrice nuda.
- Slaughter of the Innocent The Use of Animals in Medical Research (1978)
- Die Fälscher der Wissenschaft. Technischer Rapport. Hirthammer Verlag, München, 1979, amb l'apèndix "Vivisection is Scientific Fraud"
- 1000 Ärzte gegen Tierversuche. Civis, Massagno''' ''' (1986)
  - 1000 Doctors (and many more) Against Vivisection (1986)